# حباب اقتصادی ژاپن

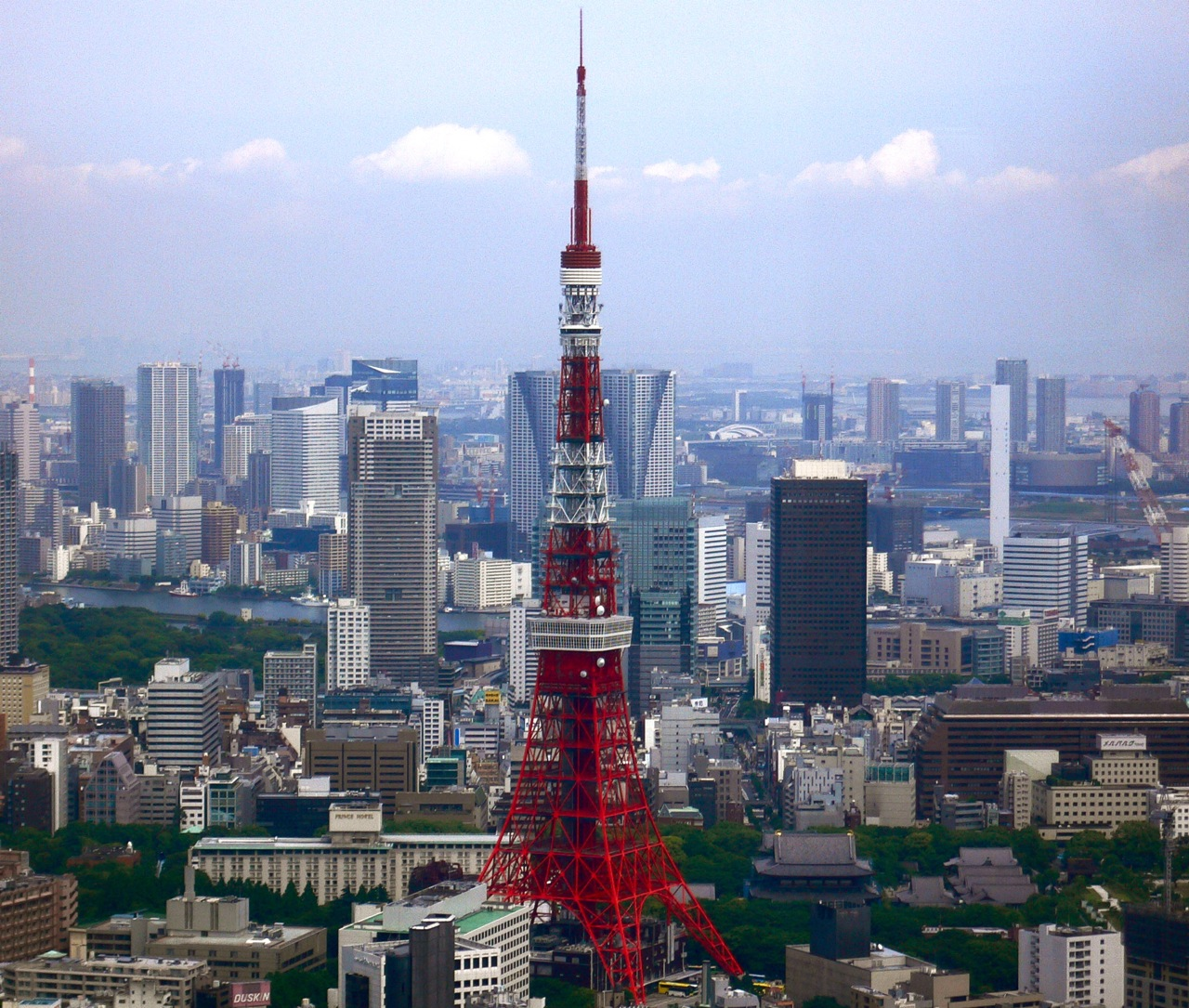
برج توکیو و دورنمای شهر توکیو، پایتخت ژاپن

حباب اقتصادی ژاپن (به ژاپنی: バブル景気, baburu keiki) یک حباب اقتصادی از سال ۱۹۸۶ تا ۱۹۹۱ بود که در آن قیمت‌های بازار املاک و مستغلات و سهام سرمایه به شدت افزایش یافت. در اوایل سال ۱۹۹۲، این حباب قیمت ترکید و اقتصاد ژاپن دچار رکود شد.